# Таватуйская улица
Тавату́йская улица — улица и одна из основных магистралей в жилом районе (микрорайоне) «Сортировочный» Железнодорожного административного района Екатеринбурга. Улица получила своё название в честь озера Таватуй.

## Расположение и благоустройство
Таватуйская улица проходит с северо-запада на юго-восток. Начинается от улицы Бебеля и заканчивается перекрёстком улиц Маневровая—Билимбаевская. Пересекается с Теплоходным проездом и улицами Надеждинская, Сортировочная, Коуровская.

## Архитектура
Улица застраивалась неравномерно, поэтому номера строений идут немного вразброс.
На улице располагаются жилые здания от 4 до 16 этажей в высоту, а также несколько административных зданий.

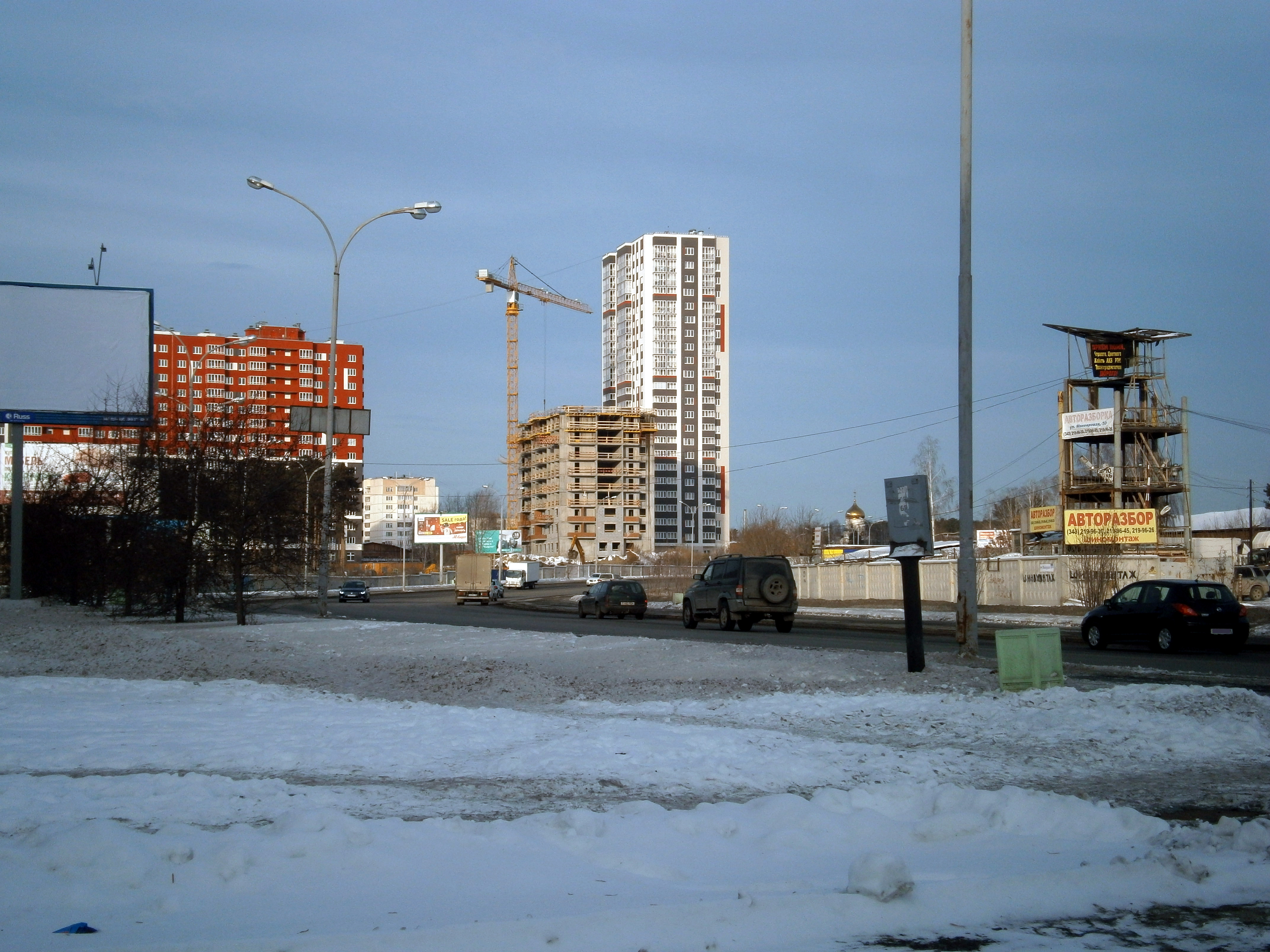
Новостройки по улице Таватуйская.

## Примечательные здания и сооружения
- воздушный переход через улицу Бебеля.

## Транспорт

### Наземный общественный транспорт
По улице курсируют автобус №43 и маршрутное такси №56. На территории Таватуйской улицы имеется три остановочных пункта: «Таватуйская», «Надеждинская» и «Сортировочная». На пересечении с улицей Бебеля находится трамвайная остановка маршрутов №6, 19, 23, 24.

### Ближайшие станции метро
Действующих станций Екатеринбургского метрополитена не имеется, линий метро к улице проводить не запланировано.